# ABC座2016 株式会社応援屋!! 〜OH&YEAH!!〜
『ABC座2016 株式会社応援屋!! 〜OH&YEAH!!』（エービーシーザ2016 カブシキカイシャオウエンヲク）は、2017年3月15日にポニー・キャニオンから発売したA.B.C-Zの8枚目の舞台・コンサート作品。2016年10月に日生劇場で上演された『ABC座2016 株式会社応援屋!! ～OH&YEAH!!～』がほぼノーカットで収録されている。演出を錦織一清、音楽および脚本を西寺郷太（NONA REEVES）が手掛けている。
Blu-rayとDVD（2枚組）2形態リリース。

## 収録内容

### 第一幕
- プロローグ
- 茶沢通り
- 中野のアジアンバー｢チェリー･ムーン｣
- 下北沢の株式会社応援屋･事務所
- デジタル･コープスの事務所
- 帰り道
- 千駄ヶ谷･将棋会館前(翌朝)

### 第二幕
- 2幕オープニング
- 裕美子と修也、いしけん
- 応援屋の事務所
- 応援屋ダイジェスト
- デジタルコープス
- 桂馬VS『CATANA』
- 弥彦山の見える街道(長岡)
- SHOW TIME
  - Take a "5" Train
  - Sower Gate
  - Fantastic Ride
  - Moonlight walker
  - サポーターズ！ ～ABC～  サポーターズ！